# Георги Младжов
Георги Младжов е български футболист, полузащитник.

## Кариера
Играе за тима на Левски (София), като записва 8 мача и 3 гола във всички турнири между 1938 и 1940 г. През 1940 г. преминава в австрийския Вин (Виена). Там остава в продължение на 4 години. По спомените на самия Младжов във Вин той получава по-голямо признание от ръководители и фенове. През 1942 г. отборът завършва втори в Гаулига Остмарк, което е най-голямото постижение на тима.
През 1944 г. се завръща в Левски и е част от отбора на „сините“, спечелил в две поредни години шампионската титла на България и Купата на страната. Играе и в Академик (София) от създаването на тима поне до 1950 г.
След края на кариерата си работи като инженер.

## Успехи
- Шампион на България – 1945/1946; 1946/1947;
- Носител на купата на България – 1945/1946; 1946/1947;